# Poids moyens
Pour les articles homonymes, voir Poids (homonymie).

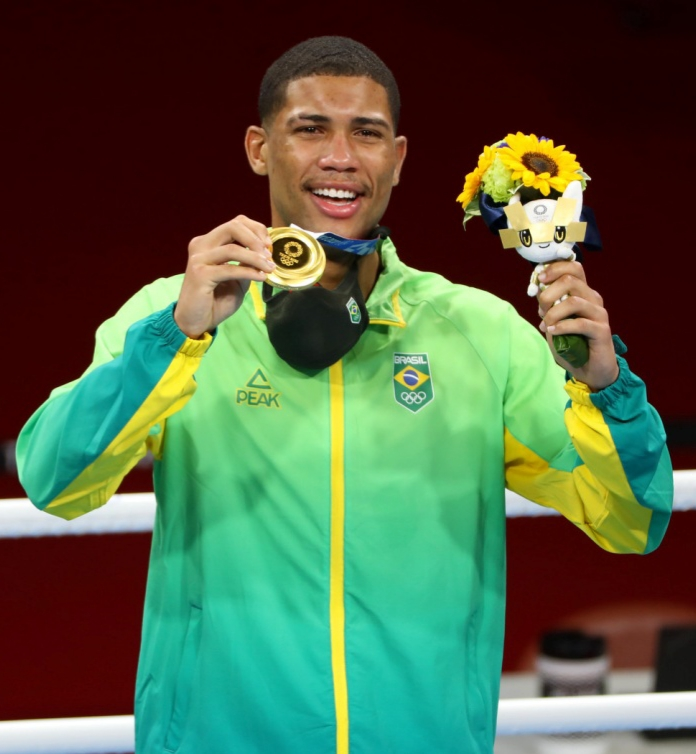
Médaille d'or à Hebert Conceição

Poids moyens est une catégorie de poids en sports de combat.
En boxe anglaise professionnelle, elle concerne les athlètes hommes et femmes pesant entre 69,853 kg (154 livres) et 72,574 kg (160 livres),. En boxe amateur (olympique), la limite est fixée pour les deux sexes entre 69 et 75 kg.

## Boxe professionnelle
L'Irlandais Jack (Nonpareil) Dempsey est reconnu comme étant le premier boxeur champion du monde des poids moyens après sa victoire face à George Fulljames par KO à la 22e reprise le 30 juillet 1884.

### Titre inaugural
| Organisation | Boxeur        | Date            |
| WBA          | Dick Tiger    | 23 octobre 1962 |
| WBC          | Dick Tiger    | 10 août 1963    |
| IBF          | Marvin Hagler | 27 mai 1983     |
| WBO          | Doug DeWitt   | 18 avril 1989   |

## Boxe amateur
| - De 65,8 kg à 71,7 kg : - 1904 - Charles Mayer - De 63,5 kg à 71,7 kg : - 1908 - Johnny Douglas - De 66,7 kg à 72,6 kg : - 1920 - Harry Mallin - 1924 - Harry Mallin - 1928 - Piero Toscani - 1932 - Carmen Barth - 1936 - Jean Despeaux - De 67 kg à 73 kg : - 1948 - László Papp - De 71 kg à 75 kg : - 1952 - Floyd Patterson - 1956 - Gennadiy Shatkov - 1960 - Eddie Crook Jr. - 1964 - Valeriy Popenchenko - 1968 - Chris Finnegan - 1972 - Vyacheslav Lemeshev - 1976 - Michael Spinks - 1980 - José Gómez - 1984 - Shin Joon-Sup - 1988 - Henry Maske - 1992 - Ariel Hernández - 1996 - Ariel Hernández - 2000 - Jorge Gutierrez - De 69 kg à 75 kg : - 2004 - Gaydarbek Gaydarbekov - 2008 - James DeGale - 2012 - Ryōta Murata - 2016 - Arlen López - 2020 - Hebert Conceição | - 2012 - Claressa Shields - 2016 - Claressa Shields - 2020 - Lauren Price |